# Kämpfe im Bezirk Oberwart 1945
1941: Białystok-Minsk – Dubno-Luzk-Riwne – Smolensk – Uman – Kiew – Odessa – Leningrader Blockade – Wjasma-Brjansk – Charkow – Rostow – Moskau – Tula

1942: Rschew – Charkow – Ljuban/Wolchow – Kertsch/Sewastopol – Fall Blau – Kaukasus – Stalingrad – Operation Mars

1943: Woronesch-Charkow – Operation Iskra – Nordkaukasus – Charkow – Kursk – Orjol – Donez-Mius – Donbass – Belgorod-Charkow – Smolensk – Dnepr – Kiew

1944: Dnepr-Karpaten – Leningrad-Nowgorod – Krim – Wyborg–Petrosawodsk – Operation Bagration – Lwiw-Sandomierz – Jassy–Kischinew – Belgrad – Petsamo-Kirkenes – Baltikum – Karpaten – Ungarn

1945: Kurland  – Weichsel-Oder – Ostpreußen – Westkarpaten – Niederschlesien – Ostpommern – Plattensee – Oberschlesien – Wien – Oder – Berlin – Prag
Die Kämpfe im Bezirk Oberwart 1945 waren in der Endphase des Zweiten Weltkrieges die Auseinandersetzung zwischen der Wehrmacht und Waffen-SS und der Roten Armee um den österreichischen Bezirk Oberwart.

## Vorgeschichte
Am 6. März 1945 begann am Nordostende des Plattensees die „Operation Frühlingserwachen“. Sie stellte die letzte große Offensive der Wehrmacht im Zweiten Weltkrieg dar. Den Hauptschlag führte dabei die 6. Panzerarmee, die nach der missglückten Ardennenoffensive nur notdürftig aufgefrischt worden war. Hinter dem Rücken der nach Südosten vorstoßenden Panzerdivisionen der Waffen-SS versammelte in weiterer Folge die Rote Armee zahlreiche Infanterie- und Panzerverbände, um selbst in der „Wiener Operation“ offensiv zu werden und nach Wien vorzustoßen.
Den sowjetischen Truppen gelang es nach tagelangen Kämpfen, die Front zwischen der 6. Panzerarmee und der 6. Armee aufzuspalten und ein riesiges Loch in die deutschen Verteidigungsstellung zu reißen. Die bei der Operation „Frühlingserwachen“ eingesetzten Divisionen konnten sich nur knapp der Einkesselung entziehen und zogen sich zum Teil fluchtartig in Richtung Nordwesten nach Wien zurück. Der Rückzug der 6. Armee zielte auf das Gebiet des Südburgenlandes. An der Grenze zu Ungarn entstand eine Verteidigungsstellung, welche die NS-Propaganda als Südostwall bezeichnete. Da aber die entstandene Lücke zwischen den beiden sich zurückziehenden deutschen Armeen nie richtig geschlossen werden konnte und der Südostwall vielerorts nicht über das Planungsstadium hinauskam, konnte die schnellen Verbände der 3. Ukrainischen Front (4. und 9. Gardearmee sowie die 6. Gardepanzerarmee) problemlos gegen Westen vorstoßen. Das Loch in der deutschen Front reichte vom Südende des Neusiedler Sees bis nach Rechnitz, einer Ortschaft in der Nordostecke des Bezirks Oberwart. Der erste sowjetische Soldat erreichte am 29. März um die Mittagszeit bei Klostermarienberg (Bezirk Oberpullendorf) österreichischen Boden. Er dürfte zum IX. Garde-Mechanisierten Korps der 6. Gardepanzerarmee gehört haben, welche die Speerspitze der 3. Ukrainischen Front beim Angriff auf Wien darstellte.
Der Bezirk Oberwart lag am südlichen Ende dieses Einbruchraumes und wurde von der sowjetischen Hauptstreitmacht nur im Nordosten gestreift. Die für die Eroberung des Verwaltungsbezirkes vorgesehene 26. Armee folgte den Gardearmeen nach links rückwärts gestaffelt und erreichte mit ihrer Masse deutsches Staatsgebiet erst am 4. April.

## Eingesetzte Truppenverbände

### Deutsche Truppenverbände
- Übergeordnete Kommandobehörden:
  - Heeresgruppe Süd, Oberbefehlshaber General der Infanterie Otto Wöhler

6. Armee, Oberbefehlshaber General der Panzertruppe Hermann Balck
Befehlshabende Kommandobehörde aller im Bezirk eingesetzten Verbände:
III. Panzerkorps, Kommandierender General: General der Panzertruppe Hermann Breith
Gliederung des III.Panzerkorps:
- Korpstruppen
  - Volkswerferbrigade 17
  - Volkswerferbrigade 19
  - Heeres-Sturmartillerie-Brigade 303
  - Heeresartillerie-Abteilung 171
  - schwere Panzer-Abteilung (Tiger) 509
- Divisionsgruppe „Krause“
  - K.Gr. Gottwald
    - Btl. Büttner
    - Volkswerfer-Regiment 24
    - Beob. Abt. 34
    - Feldersatz-Bataillon 75 (3. Panzer-Division), oft als „Festungsbataillon“ bezeichnet
    - Volkssturm

  - K.Gr. Siegers
    - Gebirgsjäger-Ersatz- und Ausbildungs-Bataillon 138 aus Graz (Stärke rund 500 Mann)[3]
    - Gebirgsveterinär-Ersatzkompanie (Stärke rund 150 Mann)
    - Kavallerieersatzschwadron (Ersatzeinheit der 3. Kavallerie-Division; Stärke rund 180 Mann)

  - K.Gr. Schweitzer
    - SS-Panzergrenadier-Ausbildungs- und Ersatz-Bataillon 11 aus Graz (Ersatzeinheit der 11. SS-Panzergrenadier-Division 'Nordland'; Stärke rund 900 Mann)[3]
    - SS-Rgt. Ney
- 1. Volksgebirgs-Division

Folgende Volkssturmeinheiten waren im Bezirk eingesetzt:
- Abschnitt Rechnitz, Kommandant Hauptmann Osterroth
  - 1. und 2. Kompanie des Bau-Pionierbataillon 730
  - Drei Flakkampfgruppen des Wehrkreises XVII bei Dürnbach (I./10/XVII), Hannersdorf (II./10/XVII) und Markt Neuhodis (III./10/XVII) mit einer jeweiligen Stärke von 2 Geschützen 8,8 cm und 3 Geschützen 3,7 cm
  - Zollgrenzschutzkompanie Rechnitz (Stärke 60 Mann)
  - Volkssturm-Bataillon Oberwart 31/181
  - Volkssturm-Bataillon Bruck a.d. Mur 31/1
  - Volkssturm-Bataillon Leoben 31/131
  - Volkssturm-Bataillon 31/185
- Abschnitt Kohfidisch, Kommandant Oberleutnant Groß:
  - 3. Kompanie des Bau-Pionier-Bataillons 730
  - Zollgrenzschutzkompanie Eberau (Stärke 60 Mann)
  - Volkssturm-Bataillon Weiz 31/201
  - Volkssturm-Kompanien 31/184/4 und 31/46/3

### Sowjetische Truppenverbände
- Übergeordnete Kommandobehörden:

3. Ukrainische Front, Oberbefehlshaber Marschall Fjodor Iwanowitsch Tolbuchin
Kämpfe um Rechnitz Ende März: Teile der 9. Gardearmee: Oberbefehlshaber Generaloberst Wassili Wassiljewitsch Glagolew
Gliederung der beteiligten Kräfte der 9. Gardearmee:
- XXXVII. (37.) Garde-Schützenkorps (Kommandeur: Generaloberst Pawel Wassiljewitsch Mironow)
  - 98. Gardeschützendivision
  - 99. Gardeschützendivision
  - 103. Gardeschützendivision

Die Hauptlast der Kämpfe trug die 26. Armee: Oberbefehlshaber Generalleutnant Nikolai Gagen
Gliederung der 26. Armee:
- CXXXV. (135.) Schützenkorps (Kommandeur: Generalmajor Pjotr Wissarionowitsch Gnedin)
  - 74. Schützendivision
  - 151. Schützendivision
  - 155. Schützendivision
- XXX. (30.) Schützenkorps (Kommandeur: Generalmajor Grigori Semenowitsch Laz'ko)
  - 74. Gardeschützendivision
  - 36. Gardeschützendivision
  - 68. Gardeschützendivision
- CIV. (104.) Schützenkorps (Kommandeur: Generalmajor Michail Sergejewitsch Filipowski)
  - 93. Schützendivision
  - 233. Schützendivision
  - 66. Gardeschützendivision
- ab 12. April: V. Garde-Kavalleriekorps (Kommandeur: Generalmajor Sergei Iljitsch Gorschkow)
  - 11. Garde-Kavalleriedivision
  - 12. Garde-Kavalleriedivision
  - 63. Kavalleriedivision
  - Panzer-Regiment 57
  - Panzer-Regiment 60
  - Panzer-Regiment 71
  - Gardepanzer-Regiment 150
  - Sturmgeschütz-Regiment 1896

Ab Mitte April Teile der 27. Armee: Oberbefehlshaber Generaloberst Sergei Georgijewitsch Trofimenko
Gliederung der eingesetzten Teile der 27. Armee:
- XXXIII. (33.) Schützenkorps (Kommandeur: Generalmajor Alexei Iwanowitsch Semenow)
  - 206. Schützendivision
  - 337. Schützendivision
  - 3. Garde-Luftlandedivision

## Verlauf

### Erste Kämpfe und Massaker an ungarischen Zwangsarbeitern
Die erste größere Ortschaft des Bezirkes Oberwart, die von der Roten Armee 1945 erobert wurde, war Rechnitz. Denn nur wenige Kilometer nördlich dieser Gemeinde stieß das Gros der schnellen Verbände der 3. Ukrainischen Front in Richtung Wien vor. An der linken Flanke des Angriffkeiles marschierte die 9. Gardearmee und ein Teil dieser Armee, das XXXVII. Garde-Schützenkorps, überschritt am Abend des 29. März die Grenze und eroberte die Ortschaft bis zum Morgen des 30. März. Als deutsche Kräfte standen den sowjetischen Truppen zu diesem Zeitpunkt nur drei Volkssturmbataillone gegenüber. Die noch auf ungarischem Boden befindliche A-Linie der Reichsschutzstellung war vom Geschriebenstein bis zur Eisenbahnlinie Oberwart–Steinamanger vom Volkssturm-Bataillon Oberwart besetzt. An diese Einheit schloss sich Richtung Süden das Volkssturm-Bataillon Bruck a.d. Mur an. In der dahinterliegenden B-Linie des Südostwalls war auf der ganze Länge das Volkssturm-Bataillon Leoben als Reserveeinheit verteilt. Einige Flakkampftrupps im Hinterland sollten den nötigen Rückhalt geben. Für die Elitesoldaten der 9. Gardearmee stellten die Verteidiger jedoch kein ernsthaftes Hindernis dar. Auch Gegenmaßnahmen des Abschnittskommandanten Hauptmann Osterroth konnten das verloren gegangene Gelände nicht zurückgewinnen.

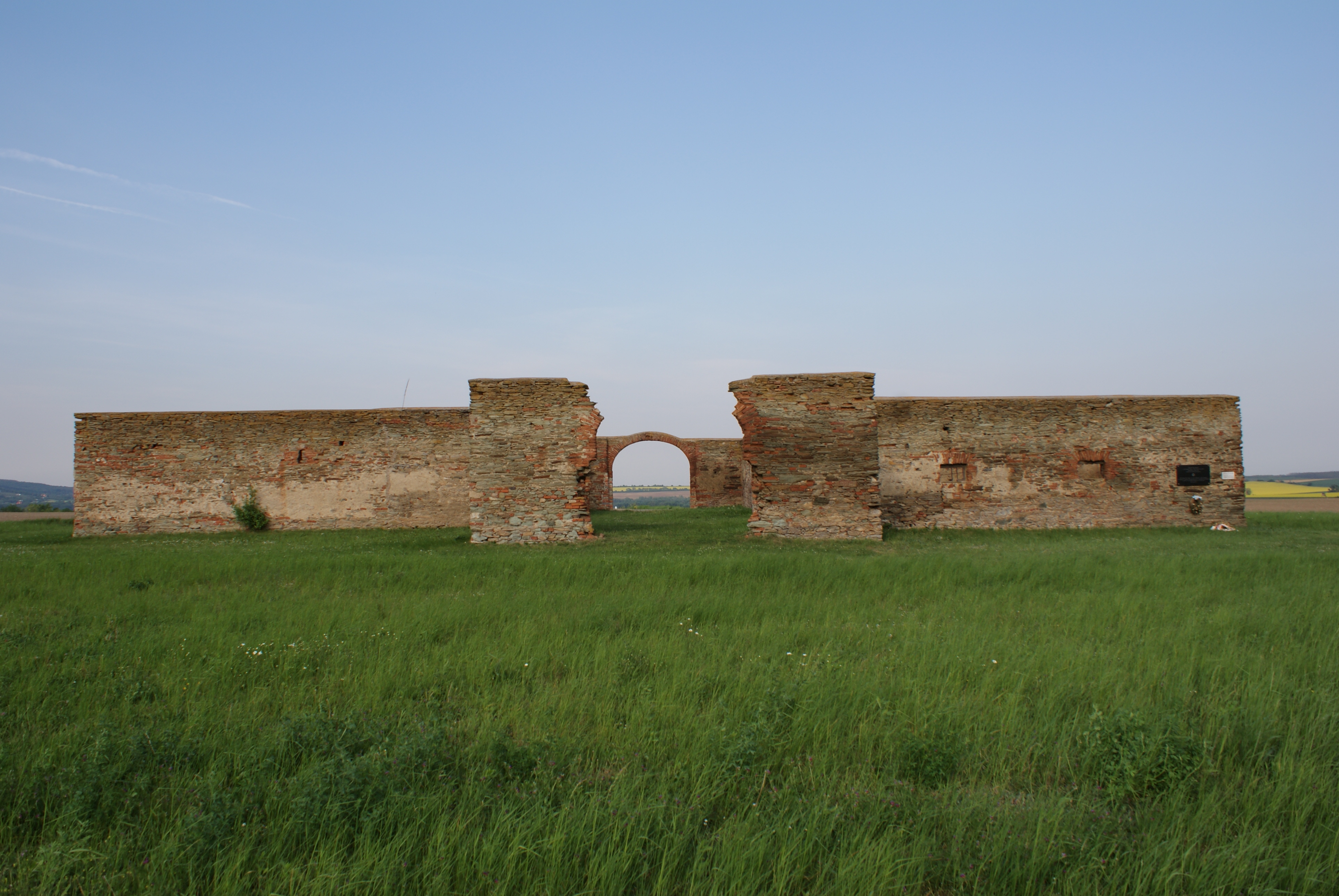
Mahnmal Kreuzstadl Rechnitz

In der Ortschaft selbst hatte es wenige Tage zuvor (in der Nacht vom 24. auf den 25. März) nach einem Fest im Rechnitzer Schloss ein Massaker gegeben, dem ca. 200 ungarische Zwangsarbeiter zum Opfer gefallen waren. Das Massengrab mit ihren Leichen wurde bis heute nicht gefunden, an ihr Schicksal erinnert ein Mahnmal beim sogenannten Kreuzstadl.
Fast zeitgleich mit dem Eintreffen der ersten sowjetischen Soldaten in der Nordostecke des Bezirkes fand 20 Kilometer weiter südlich ein zweites Massaker an jüdischen Zwangsarbeitern statt. Schauplatz war das Gemeindegebiet von Deutsch Schützen, das aufgrund des Nachhinkens der 26. Armee noch nicht von der Roten Armee erobert worden war. Im Gegensatz zum Rechnitzer Massaker konnten die Toten 40 Jahre danach gefunden und würdevoll bestattet werden.

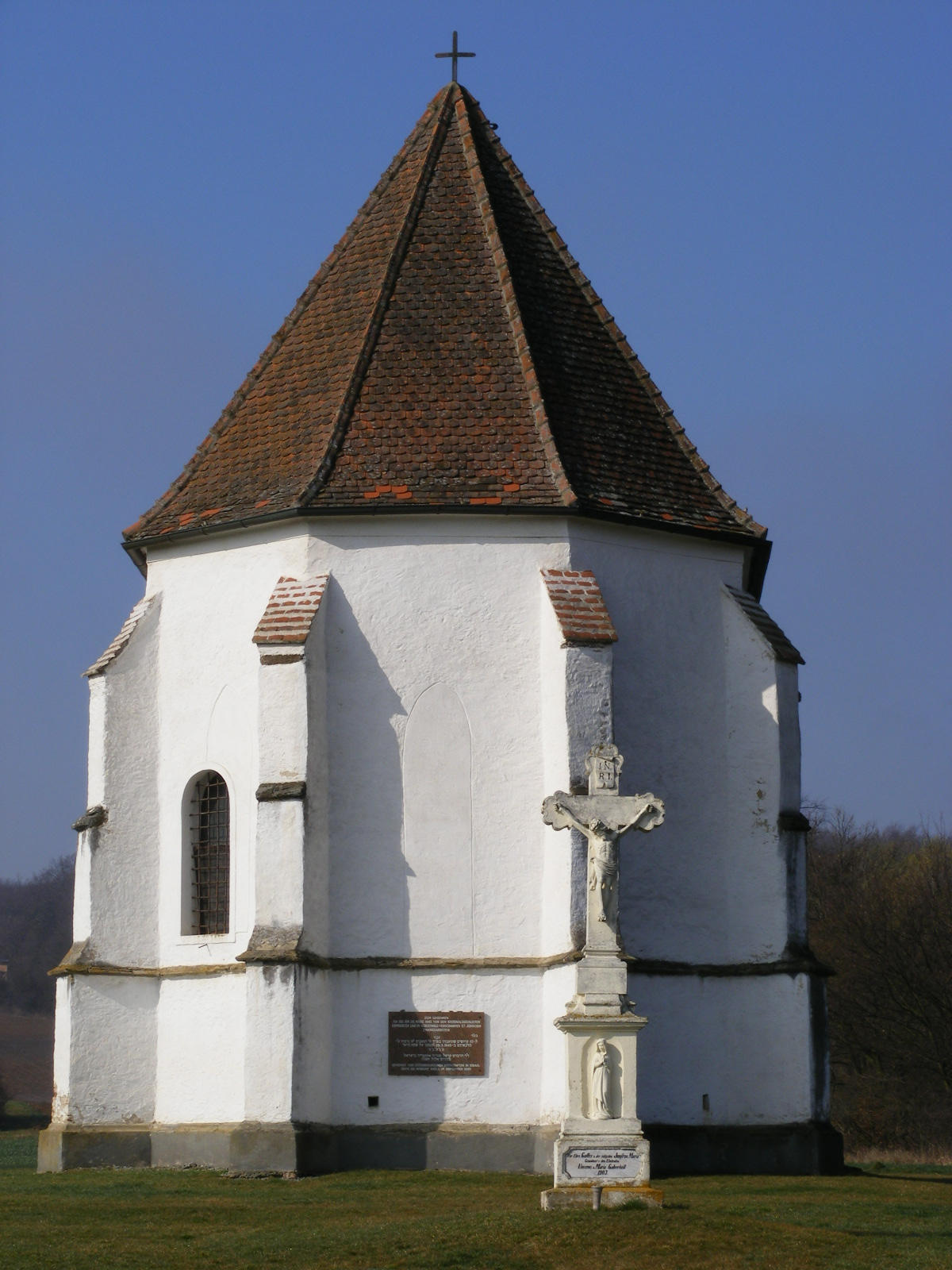
Martinskirche in Deutsch Schützen mit Gedenktafel

### Eintreffen von Verstärkungen und Wiedereroberung von Rechnitz
Im Laufe des 30. März traf mit Generalleutnant Walter Krause ein hoher Offizier im Kampfraum ein. Er war der Kommandant des rückwärtigen Armeegebietes („Korück“) der sich aus Ungarn zurückziehenden 6. Armee. Als erste Kampfverbände brachte er zwei infanteristisch eingesetzte Einheiten einer Volkswerferbrigade mit, die der Armee unmittelbar unterstellt waren. Diese Soldaten besetzten die B-Linie des Südostwalls im Osten von Schachendorf, sie mussten sich aber noch im Laufe des Tages aus dem Ort zurückziehen, weil sie dem Angriffsdruck der sowjetischen Truppen aus östlicher Richtung nicht standhalten konnten.
In der Zwischenzeit hatte der Befehlshaber des Wehrkreises XVIII, General der Gebirgstruppen Julius Ringel mehr als 1500 Mann Verstärkung in die bedrohte Gegend verlegen lassen. Bis zum 31. März 2.00 Uhr erreichten das SS-Panzergrenadier-Ausbildungs- und Ersatz-Bataillon 11, das Gebirgsjäger-Ersatz- und Ausbildungs-Bataillon 138, eine Gebirgsveterinär-Ersatzkompanie sowie eine Kavallerieersatzschwadron den Raum Großpetersdorf. Sämtliche im Gefechtsraum befindliche Truppen wurden unter dem Befehl von Generalleutnant Walter Krause zur „Divisionsgruppe Krause“ zusammengefasst. Das in der Befehlskette übergeordnete III. Panzerkorps richtete in der Zwischenzeit seinen Gefechtsstand in Kemeten ein.
Fast schien es, dass die Divisionsgruppe mit der Zufuhr des Gebirgsjäger-Regimentes 99 der 1. Gebirgs-Division eine wesentliche Verstärkung bekommen sollte, allerdings wurde dieses Regiment dann doch in die Südostecke des Bezirkes, nach St. Kathrein im Burgenland, einem Ortsteil von Deutsch Schützen, beordert, um dort die Reichsschutzstellung zu besetzen.
Am 31. März startete der Gegenangriff dieser neuen Verbände. Als südliche Gruppe eroberten das Gebirgsjäger Ersatz- und Ausbildungs-Bataillon 138 und die Gebirgsveterinär-Ersatzkompanie einen Teil von Schachendorf zurück, sowjetische Gegenstöße mit Panzern zwangen aber wieder zur Aufgabe des Dorfes. Der Angriff der nördlichen Gruppe, dem SS-Panzergrenadier-Ausbildungs- und Ersatz-Bataillon 11 und der Kavallerieersatzschwadron, konnte an diesem Tag noch nicht stattfinden, weil es Verzögerungen bei der Bereitstellung gab.
Der Angriff fand daher erst am 1. April statt und er führte aufgrund des Überraschungselementes zu einem vollen Erfolg. Das SS-Bataillon, in der Masse 16- und 17-jährige holländische Freiwillige, stellte sich im Waldgebiet nordwestlich von Rechnitz bereit und griff gegen 11.00 Uhr die vollkommen überraschten sowjetischen Truppen an. Diese räumten sogar fluchtartig die Ortschaft und die holländischen Einheit stieß bis zur Reichsschutzstellung vor. Eine Verbindung mit der südlichen Kräftegruppe konnte jedoch nicht hergestellt werden. Dem Bataillonskommandeur SS-Sturmbannführer Willi Schweitzer wurde für diesen Erfolg das Ritterkreuz verliehen, allerdings fehlt eine Bestätigung in der einschlägigen Fachliteratur dafür.
Die jungen holländischen Freiwilligen fanden in der Ortschaft eine verstörte Bevölkerung vor, die unter Vergewaltigungen von Frauen und Mädchen und Plünderungen gelitten hatte. Am 3. April wurde noch einmal ein Versuch unternommen, die Verbindung nach Süden herzustellen. Jedoch musste dieses Vorhaben nach hohen Verlusten aufgrund eines sowjetischen Gegenangriffes abgebrochen werden.

### Der Großangriff der 26. Armee

#### Die Eroberung der Nordhälfte des Bezirkes
Nachdem bereits in den Tagen zuvor kleinere Einheiten der heranrückenden 26. Armee in lokale Kämpfe eingegriffen hatten, war deren Aufmarsch vor der Staatsgrenze am 4. April vollzogen. Am nächsten Tag um 8 Uhr traten Schützendivisionen der 26. Armee zum Großangriff auf den Bezirk Oberwart an. Das XXX. Schützenkorps griff die durch die vorangegangene Kämpfe schon sehr geschwächten Verbände der Divisionsgruppe Krause an und erzielte gegen Mittag einen operativen Durchbruch. Noch am gleichen Tag fielen Großpetersdorf und der Bezirksvorort Oberwart. Die Divisionsgruppe Krause musste im Verlauf des 5. Aprils ihren Gefechtsstand zuerst nach Rotenturm und dann weiter nach Oberdorf zurückverlegen. Nördlich von Oberwart, im Süden und Osten der Ortschaft Riedlingsdorf, waren weitere Verteidigungsanlagen wie ein Panzergraben und MG-Stellungen vorbereitet. Für die Besetzung dieser Anlagen fehlten jedoch die Soldaten, sodass es dort zu keinen Kämpfen kam und der Ortschaft größere Zerstörungen erspart blieben. So erreichte das XXX.Schützenkorps Pinkafeld in den Abendstunden des 5. Aprils kampflos. Die Nordhälfte des Bezirkes Oberwart wurde somit in weniger als 24 Stunden von der Roten Armee erobert. Der Vorstoss der sowjetischen Einheiten ging vorerst in Richtung Nordwesten weiter, so wurde am 6. April Friedberg eingenommen. Erst danach drehte ein Teil der sowjetischen Verbände nach Westen ein, um die 6. Armee zu überflügeln und sie in ihrer tiefen Flanke zu bedrohen.
Von den dezimierten Einheiten der Divisionsgruppe Krause konnten sich nur wenige kampffähige Überlebende retten. Zum Teil versuchten sich Soldaten einzeln oder in kleinen Gruppen zu den deutschen Linien durchzuschlagen, manchen gelang es, andere wurden unterwegs von den sowjetischen Truppen gefangen genommen oder verloren ihr Leben. Diese Verteidigungslinie hatte sich in der Zwischenzeit notdürftig im Lafnitzteil gebildet. Generalleutnant Walter Krause waren dazu aus Süden drei Bataillone der 1. Gebirgs-Division zugeführt worden, welche eine Auffangstellung entlang der Lafnitz bilden konnten, die bis Neustift reichte. Diese Linie konnte im Wesentlichen bis zur Kapitulation am 8. Mai gehalten werden, während weiter im Norden die sowjetischen Verbände tief ins oststeirische Hinterland vorstoßen konnten.

#### Der Rückzug des SS-Panzergrenadier-Ersatz- und Ausbildungs-Bataillons 11

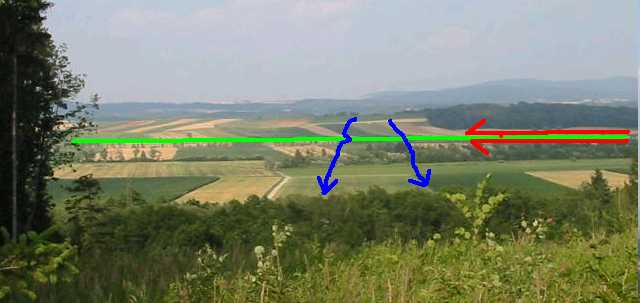
Blick auf das Pinkatal nördlich von Oberwart in Richtung Unterschützen. Hier durchquerte das SS-Bataillon (blau) das Tal und wurde dabei in der Flanke (rot) angegriffen.

Die größte deutsche Kräftegruppe, die sich bemühte, die notdürftig errichteten deutschen Auffangstellungen entlang der ehemaligen steirischen Grenze zu erreichen, war das in Rechnitz eingesetzte SS-Panzergrenadier-Ersatz- und Ausbildungs-Bataillon 11. Durch den Angriff der 26. Armee wurde es in Rechnitz von dem Rest der deutschen Truppen abgeschnitten. SS-Sturmbannführer Willi Schweitzer befahl daher den Ausbruch seines Restbataillons. Dabei machte man sich die ausgedehnten Waldgebiete des Günser Gebirges zunutze. Der Weg führte die mehrheitlich holländischen SS-Soldaten über den Hirschenstein, Glashütten, an Schlaining und Alt-Schlaining vorbei auf Unterschützen. Dort kam es zu einem Gefecht mit Trosseinheiten der Roten Armee. Als Nächstes war es notwendig, das 2 Kilometer breite Pinkatal nördlich von Oberwart in Richtung Westen zu überqueren. Von drei Seiten beschossen – unter anderem musste ein Flankenangriff aus Oberwart heraus abgewehrt werden – gelang es, die Waldgebiete rund um Buchschachen zu erreichen, nachdem auch feindliche Pak-Stellungen überwunden werden mussten. Am Morgen des 8. Aprils erreichten die stark dezimierten Einheiten die eigenen Linien im Lafnitz-Tal. Überlebende Bataillonsangehörige berichteten, dass sich in den Tagen nach dem Durchbruch lediglich 150 unversehrte Männer bei einem Sammelpunkt in Grafendorf in der Steiermark einfanden. In Buchschachen im Ried 'Taborschluchten' gibt es einen Gedenkstein, der an 21 tote SS-Angehörige erinnert, die nach dem Krieg aus diversen Feldgräbern geborgen und dort neu bestattet wurden. In den 1960er-Jahren wurden sie auf den Sammelfriedhof Mattersburg umgebettet, wo sie ihre endgültige Ruhestätte fanden.

#### Die Kämpfe in der Südhälfte des Bezirkes
Südlich der Divisionsgruppe Krause hielten einzelne Verbände der 1. Gebirgs-Division die deutsche Frontlinie. Folgende Einheiten waren dabei von Norden bis Süden innerhalb der Bezirksgrenzen eingesetzt:
- Aufklärungs-Abteilung 54 den Raum nördlich des Eisenbergs
- Feldersatz-Bataillon 75, ein dienstzugeteilte Einheit der 3. Panzer-Division, Raum Eisenberg
- Gebirgspionier-Bataillon 54 den Raum zwischen Eisenberg und Deutsch Schützen
- Gebirgsjäger-Regiment 99 den Raum südlich von Deutsch Schützen

Das Gebirgsjäger-Regiment 99 war ursprünglich als Verstärkung für die Divisionsgruppe Krause im Norden gedacht, wurde dann aber zunächst in der Reichschutzstellung benötigt. Einzelne kleinere Gefechte mit ersten heranrückenden Einheiten der 26. Armee führten dazu, dass sich die Division bereits am 1. April aus den Ortschaften Eisenberg und Deutsch Schützen zurückzog. Erst als sich der sowjetische Großangriff im Norden des Bezirkes abzeichnete, wurden Teile des Gebirgsjäger-Regimentes 99 beginnend ab dem 4. April herausgelöst und am 5. und 6. April in der Linie Kotezicken – Großpetersdorf – Oberwart eingesetzt um die linke Flanke der Gebirgsdivision zu schützen. Auch das I. Bataillon des Gebirgsjäger-Regimentes 98 wurde im Laufe des 5. April nach Norden verlegt und lieferte sich bei Kemeten Rückzugsgefechte mit den Einheiten der Roten Armee.

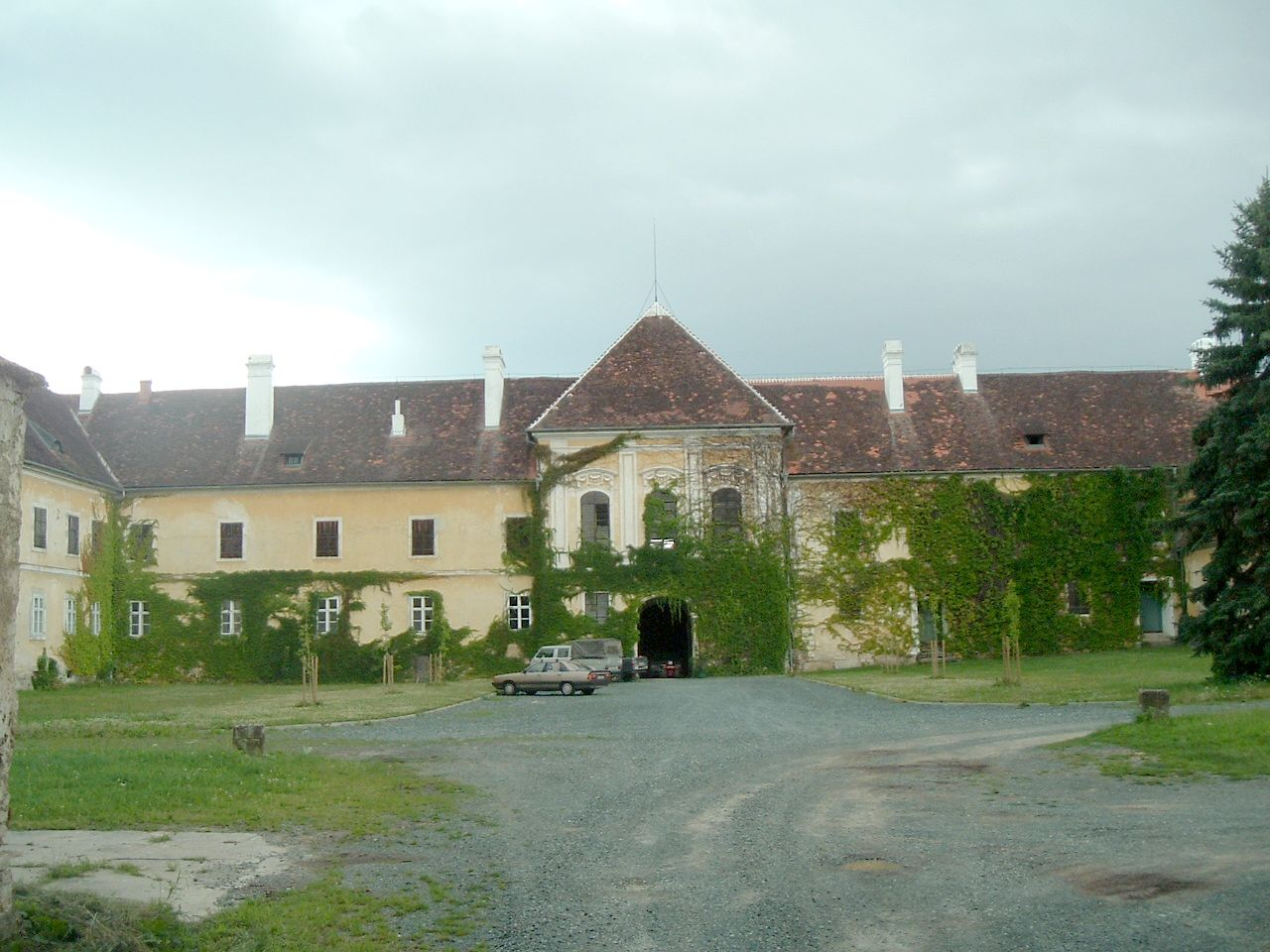
Der Innenhof des Kohfidischer Schlosses, 1945 Schauplatz von Nahkämpfen

Gefechte von Einheiten des Gebirgsjägerbataillons 99 gab es am 5. April auch bei Kleinpetersdorf und Kotezicken. Besonders heftig gekämpft wurde in und um Kohfidisch. Am 6. April gelang es ersten sowjetischen Einheiten, in den Ort einzubrechen. Im Gegenstoß wurden die eingebrochenen Angehörigen der Roten Armee wieder aus dem Ort geworfen. Auch das Kohfidischer Schloss war dabei Schauplatz von Nahkämpfen. Am 7. April unternahmen die Gebirgsjäger sogar einen Gegenangriff, der dazu führte, dass die Weingärten des Csaterberges in die Front mit einbezogen werden konnten. Bei diesem Angriff wurden 220 tote Rotarmisten gezählt. Aber auch die deutschen Verluste stiegen in den nächsten Tagen an, weil die Rote Armee mit überlegenen Kräften der 155. Schützendivision und anderer Einheiten des CXXXV. Schützenkorps versuchte, das verlorene Terrain wieder zu gewinnen.
In der Nacht von 11. auf den 12. April räumte die 1. Gebirgs-Division schließlich die Stellungen in der Südostecke des Bezirkes Oberwart. Der Befehl lautete, sich etwa 15 bis 20 Kilometer nach Westen auf die Lafnitzvorstellung zurückzuziehen. Da die Bezirksgrenze zwischen Oberwart und Güssing in nordwestlicher Richtung verläuft, befanden sich die neuen Stellungen im ehemaligen Bezirk Güssing (den Bezirk Güssing gab es während des Dritten Reiches nicht als Verwaltungseinheit). Somit waren nun ab dem 12. April ca. 90 Prozent des Oberwarter Bezirkes in der Hand der Roten Armee. Nur im Raum von Markt Allhau wurde in den nächsten zwei Tagen noch auf burgenländischen Boden gekämpft, während es für den Rest des Krieges ›nur‹ mehr Artillerie- und Feuergefechte zwischen den sich entlang der steirischen Grenze eingegrabenen deutschen Verteidiger und den angreifenden Rotarmisten gab.

### Kämpfe im Westen des Bezirkes bei Markt Allhau und Buchschachen
Während der Hauptstoß der 26. Armee nach Nordwesten zielte, versuchten kleinere Einheiten der Roten Armee nördlich von Oberwart das Lafnitztal zu erreichen. Generalleutnant Krause stellte sich mit den Resten seiner Divisionsgruppe sowie drei von der 1. Gebirgs-Division abgestellten Bataillone den sowjetischen Absichten entgegen. In der Zeit vom 6. bis zum 8. April entbrannten bei Buchschachen, heute ein Ortsteil von Markt Allhau, heftige Gefechte. Nach zwei Tagen setzten sich die deutschen Truppen hinter die Lafnitz ab, hielten dort jedoch die Stellung bis zu Kriegsende.
Wenige Kilometer weiter südlich in Markt Allhau dauerten die Kämpfe noch bis zum 14. April an, ehe sich auch dort die deutschen Truppen hinter den Grenzfluss zurückzogen. Die eingesetzten Gebirgsjäger wurden ab 12. April wieder ihrer Stammdivision unterstellt, die in weiterer Folge für den Verteidigungsabschnitt an der Lafnitz zuständig war. Generalleutnant Krause wurde mit seinem Stab herausgelöst, um Kampfgruppen im Joglland zu übernehmen, die sich den dort vorstoßenden sowjetischen Kräften entgegenstellten.
Die Kämpfe in Markt Allhau stellten neben jenen in Rechnitz/Schachendorf und Kohfidisch/Csaterberg den dritten Schwerpunkt im Kampfgeschehen innerhalb der Bezirksgrenzen dar und waren diejenigen, die am längsten andauerten. Am 28. April wurde sogar die Ortschaft evakuiert und die Bewohner mussten nach Oberwart, Unterschützen, Goberling und Großpetersdorf ziehen.

## Folgen

### Militärische Folgen
Die militärischen Folgen der Kämpfe im Bezirk Oberwart für die Wehrmacht, insbesondere für die 6. Armee, waren, dass ihr linker Flügel nicht nur in der Luft hing, sondern bereits ab 7. April durch einen Erkundungsvorstoß des XXX. Schützenkorps in Richtung St. Jakob in seiner tiefen Flanke bedroht war. Den in der Oststeiermark bereitgestellten Alarmeinheiten gelang es nur mit Hilfe von Teilen der aus Süden kommenden 1. Panzer-Division, einzelne sowjetische Einheiten wieder zurückzudrängen.
Besonders dramatisch entwickelte sich die Lage ab dem 13. April, als die 26. Armee mit dem ihr neu zugeteilten V. Gardekavalleriekorps diesen Flankenstoß verstärkte. Die deutschen Verteidiger hatten den drei Kavalleriedivisionen und den vier Panzerregimentern des Gardekorps vorerst nichts Gleichwertiges entgegenzusetzen. Die sowjetischen Truppen eroberten in wenigen Tagen unter anderem die Ortschaften Miesenbach, Strallegg, Fischbach und Ratten.
Die Situation wurde so bedrohlich, dass am 16. April eine groß angelegte Gegenoffensive begann. Dazu wurden Teile der 1. Gebirgs-Division, der 1. Panzer-Division, der am Semmering neu gebildeten 9. Gebirgs-Division sowie der 117. Jäger-Division eingesetzt. Dass diese Jägerdivision zur Verfügung stand, war insofern ein Glücksfall, weil sie von der Heeresgruppe E vom Balkan abgezogen wurde, wo sie im Jahre 1943 beim „Unternehmen Kalavrita“ eine unrühmliche Rolle gespielt hatte. Bei Mürzzuschlag wurden die Soldaten aus den Transportzügen geholt und über Krieglach in den Kampf geschickt. Durch diesen konzentrischen Angriff von mehreren Divisionen erlitt das Gardekavalleriekorps bis zum 23. April derart empfindliche Verluste, dass es sich weitgehend aus den steirischen Ortschaften zurückziehen musste.
Die Front kam nun zur Ruhe. Auch deswegen, weil die Rote Armee seit dem 23. April massive Umgruppierungen nach Norden vornahm. Einheiten der 26. Armee wurden in Richtung Niederösterreich verlegt und durch Truppen der südlich anschließenden 27. Armee ersetzt, die einen reinen Verteidigungsauftrag hatten. Dadurch herrschte bis zur Kapitulation am 8. Mai 1945 im Kampfraum und in der burgenländischen Etappe des Bezirkes Oberwart relative Ruhe.

### Konsequenzen für die Zivilbevölkerung
Der Einmarsch der Roten Armee war für viele Bewohner des Bezirkes ein traumatisches Erlebnis. Besonders Frauen und Mädchen litten unter den Vergewaltigungen durch die sowjetischen Soldaten. Wie viele dabei ums Leben kamen, ist nicht belegt. Bei einer Gesamtzahl von 108 toten Zivilisten, von denen viele bei direkten Kriegshandlungen ums Leben kamen, dürfte es sich um eine relativ niedrige zweistellige Zahl handeln. Ein zweites Übel waren die Plünderungen, welche ebenfalls eine typische Begleiterscheinung eines bewaffneten Konfliktes sind.
Schäden an der Infrastruktur gab es vor allem in jenen Ortschaften (z. B. Markt Allhau und Rechnitz), in denen es längere Kämpfe gab. Die schnelle, fast kampflose, Eroberung des halben Bezirkes stellte für die betroffenen Dörfer Glück im Unglück dar, weil es durch das Ausbleiben von Kampfhandlungen bis auf die vorher erwähnten Ausnahmen relativ wenige Gebäudeschäden gab. Wie Dörfer nach vier Wochen andauernden Kämpfen aussahen, konnte man anhand der oststeirischen Ortschaften ersehen, die vom Flankenstoß der 26. Armee betroffen waren.
Der Bezirk Oberwart gehörte ab der zweiten Aprilwoche 1945 zum sowjetischen Fronthinterland. Neben den üblen Auswüchsen zeigte sich bald auch die andere Seite der russischen Seele. Die Sowjetsoldaten stellten sich als besonders kinderliebend heraus. Für Kinder gab es kleine Geschenke (manchmal natürlich auch Plündergut) und viele wurden von den sowjetischen Feldküchen mitverpflegt. Besonders die Gruppe der acht- bis vierzehnjährigen Buben hatten oft nur geringe Berührungsängste mit den neuen Besatzern. Für diese Kinder war der Krieg teilweise ein Abenteuer. Die Älteren von ihnen waren im Deutschen Jungvolk bzw. der Hitlerjugend schon auf den Militärdienst vorbereitet worden. Sie hatten somit keine Scheu vor Waffen und da überall Kriegsmaterial herumlag, waren Unfälle beim Hantieren mit Schusswaffen, Aufbohren von Munition oder bei Sprengversuchen die logische Folge.

### Konsequenzen für die niederländischen Freiwilligen
Vielen der jungen niederländischen Freiwilligen des SS-Panzergrenadier-Ausbildungs- und Ersatz-Bataillon 11, die den Krieg und die sowjetische Gefangenschaft überlebten, wurde nach dem Krieg in ihrem Heimatland der Prozess gemacht. Bei diesen Untersuchungen stellte sich heraus, dass nicht alle „freiwillig“ in die Waffen-SS eingetreten waren. Zumindest in einem Fall ist dokumentiert, dass ein Jugendlicher nach seiner Verhaftung durch die Geheime Staatspolizei vor die Wahl gestellt wurde, entweder den niederländischen Freiwilligen-Verbänden der Waffen-SS beizutreten oder Ein-Mann-Torpedo-Einsätze in der Kriegsmarine durchzuführen. Eine breitere wissenschaftliche Behandlung dieser Thematik ist noch ausstehend, weil die Archivbestände, in denen diese Schicksale dokumentiert sind, bis zum Jahre 2027 einer Sperrfrist unterliegen und daher nur unter besonderen Bedingungen zugänglich sind.

### Verluste

#### Zivilbevölkerung und Wehrmacht
Die genaue Anzahl der Toten bei den Kämpfen im Bezirk Oberwart zu ermitteln ist etwas schwierig, weil zum Teil widersprüchliche Informationsquellen vorliegen. Welche Schwierigkeiten sich bei der Ermittlung der exakten Zahlen ergeben, zeigt das Beispiel der auf dem Gemeindegebiet von Riedlingsdorf aufgefundenen gefallenen deutschen Soldaten. Je nach Quelle wird ihre Zahl mit 12 (Gemeindebericht), 13 (Bericht des Österreichischen Schwarzen Kreuzes) und 14 (Buchautor Leopold Banny) angegeben.
Die Gesamtanzahl der Ziviltoten während der Kampfhandlungen im ganzen Bezirk wird offiziellen Quellen zufolge mit 108 angegeben.

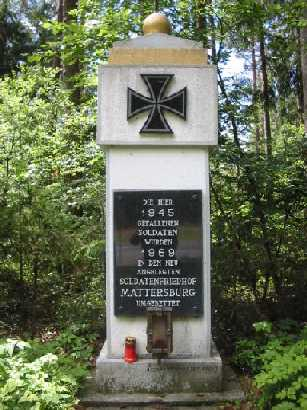
Gedenkstein für 21 Gefallene des SS-Bataillons im Ried 'Taborschluchten' bei Buchschachen

Für das SS-Panzergrenadier-Ersatz- und Ausbildungs-Bataillon beziffern ehemalige Angehörige die Zahl der Toten auf 300 bis 400, wobei 21 davon eindeutig in Buchschachen (Ried 'Taborschluchten') lokalisiert werden können. In offiziellen Quellen wird die Summe, der bei Rechnitz getöteten Soldaten beider Seiten auf insgesamt 300 angegeben, aus diesem Blickwinkel erscheint somit die Zahl der getöteten SS-Soldaten als zu hoch gegriffen.
Die folgende Übersicht zeigt eine nicht vollständige Aufstellung der Verluste im Bezirk pro Gemeinde (zivile Opfer und deutsches Militär sowie zerstörte Häuser):
| Gemeinde                   | erobert am         | zivile Opfer | dt. Militär | zerst. Häuser |
| Bad Tatzmannsdorf          | 5. April           | ?            | ?           | ?             |
| Badersdorf                 | ?                  | ?            | ?           | ?             |
| Bernstein                  | ?                  | ?            | ?           | ?             |
| Buchschachen               | 9. April           | ?            | 42          | >20           |
| Deutsch Schützen-Eisenberg | 31. März           | ?            | ?           | ?             |
| Grafenschachen             | 6. April           | ?            | ?           | ?             |
| Großpetersdorf             | 5. April           | ?            | ?           | ?             |
| Hannersdorf                | 5. April           | ?            | ?           | ?             |
| Hannersdorf                | 5. April           | ?            | ?           | ?             |
| Jabing                     | 5. April           | ?            | ?           | ?             |
| Kemeten                    | ?                  | ?            | ?           | ?             |
| Kohfidisch                 | 12. April          | ?            | ?           | ?             |
| Litzelsdorf                | ?                  | ?            | ?           | ?             |
| Loipersdorf-Kitzladen      | ?                  | ?            | ?           | ?             |
| Mariasdorf                 | ?                  | ?            | ?           | ?             |
| Markt Allhau               | 14. April          | 5            | 46          | 47(+173)      |
| Markt Neuhodis             | ?                  | ?            | ?           | ?             |
| Mischendorf                | ?                  | ?            | ?           | ?             |
| Neustift an der Lafnitz    | ?                  | ?            | ?           | ?             |
| Oberdorf                   | ?                  | ?            | ?           | ?             |
| Oberschützen               | ?                  | ?            | ?           | ?             |
| Oberwart                   | 5. April           | mind. 4      | ?           | mind. 5       |
| Pinkafeld                  | 5.4.               | ?            | ?           | ?             |
| Rechnitz                   | 30. März, 5. April | 26           | >100?       | 22            |
| Riedlingsdorf              | 5. April           | 2            | 13          | 1             |
| Rotenturm                  | ?                  | ?            | ?           | ?             |
| Schachendorf               | ?                  | ?            | ?           | ?             |
| Schandorf                  | ?                  | ?            | ?           | ?             |
| Stadt Schlaining           | ?                  | ?            | ?           | ?             |
| Unterkohlstätten           | ?                  | ?            | ?           | ?             |
| Unterwart                  | ?                  | ?            | ?           | ?             |
| Weiden bei Rechnitz        | ?                  | ?            | ?           | ?             |
| Wiesfleck                  | ?                  | ?            | ?           | ?             |
| Wolfau                     | ?                  | ?            | ?           | ?             |

Im Burgenland wurden in den 1960er-Jahren alle lokalen deutschen Kriegsgräberstätten aufgelöst und die Gebeine der Gefallenen nach Mattersburg umgebettet. Heute ruhen auf dem vom Innenministerium betreuten Soldatenfriedhof 2575 Tote des Zweiten Weltkrieges.

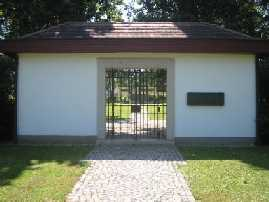
Eingangsbereich des Soldatenfriedhofes Mattersburg
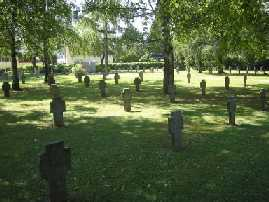
Blick auf das Hochkreuz

#### Sowjetische Soldatenfriedhöfe
Auch die Verluste der Roten Armee sind nicht eindeutig zu ermitteln. Zwar gibt es im Bezirk einige Friedhöfe, von denen die Belegung bekannt ist, aber nachdem sich ab 14. April 1945 die Front in die Steiermark verlagerte, wurden immer wieder verwundete sowjetische Soldaten in die nunmehrige Etappe verbracht, wo manche von ihnen ihren Verletzungen erlagen. Somit ist die genaue Opferzahl der direkt an den Kämpfen im Bezirk Oberwart gefallenen Sowjetsoldaten nicht eindeutig festzustellen.
Auf folgenden sieben sowjetischen Soldatenfriedhöfen im Bezirk Oberwart ruhen insgesamt 1418 Angehörige der Roten Armee:
- Bad Tatzmannsdorf (28 Gefallene)
- Buchschachen (64)
- Großpetersdorf (371)
- Loipersdorf (32)
- Neustift an der Lafnitz (21)
- Oberwart (819)
- Oberschützen (83)

- Eingangstor des sowjetischen Soldatenfriedhofes Oberwart
- Grabsteingruppe im Friedhof Oberwart
- Sowjetischer Soldatenfriedhof Oberschützen
- Sowjetischer Soldatenfriedhof Oberschützen
- Sowjetischer Soldatenfriedhof Loipersdorf

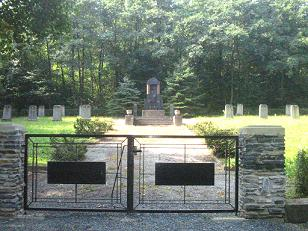
Eingangstor des sowjetischen Soldatenfriedhofes Oberwart
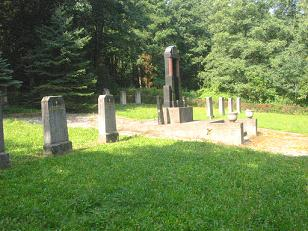
Grabsteingruppe im Friedhof Oberwart
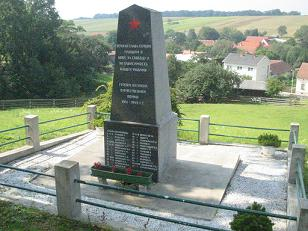
Sowjetischer Soldatenfriedhof Oberschützen
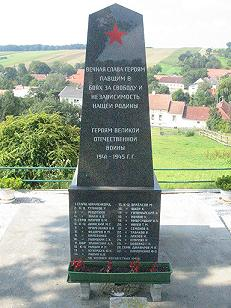
Sowjetischer Soldatenfriedhof Oberschützen
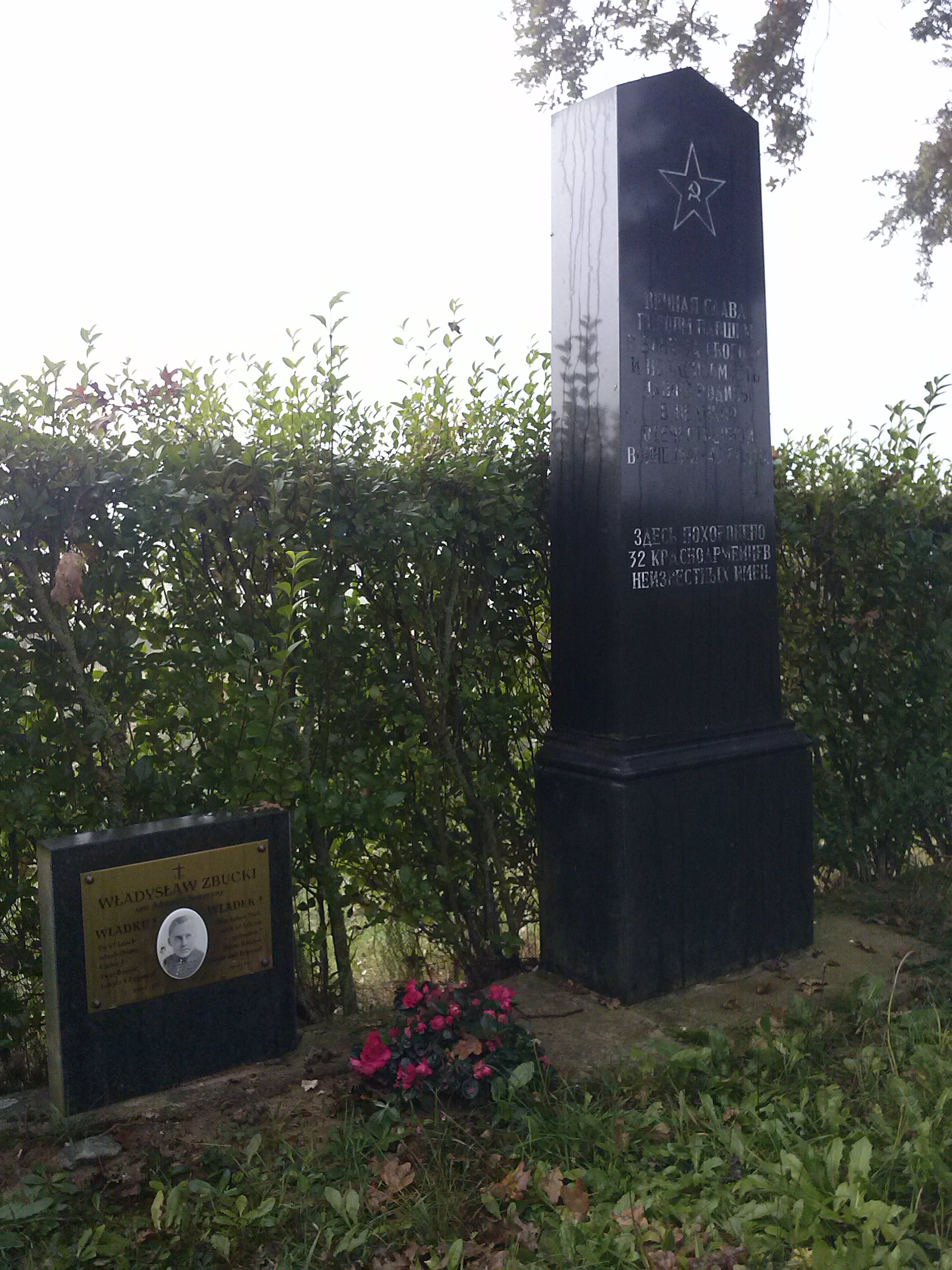
Sowjetischer Soldatenfriedhof Loipersdorf
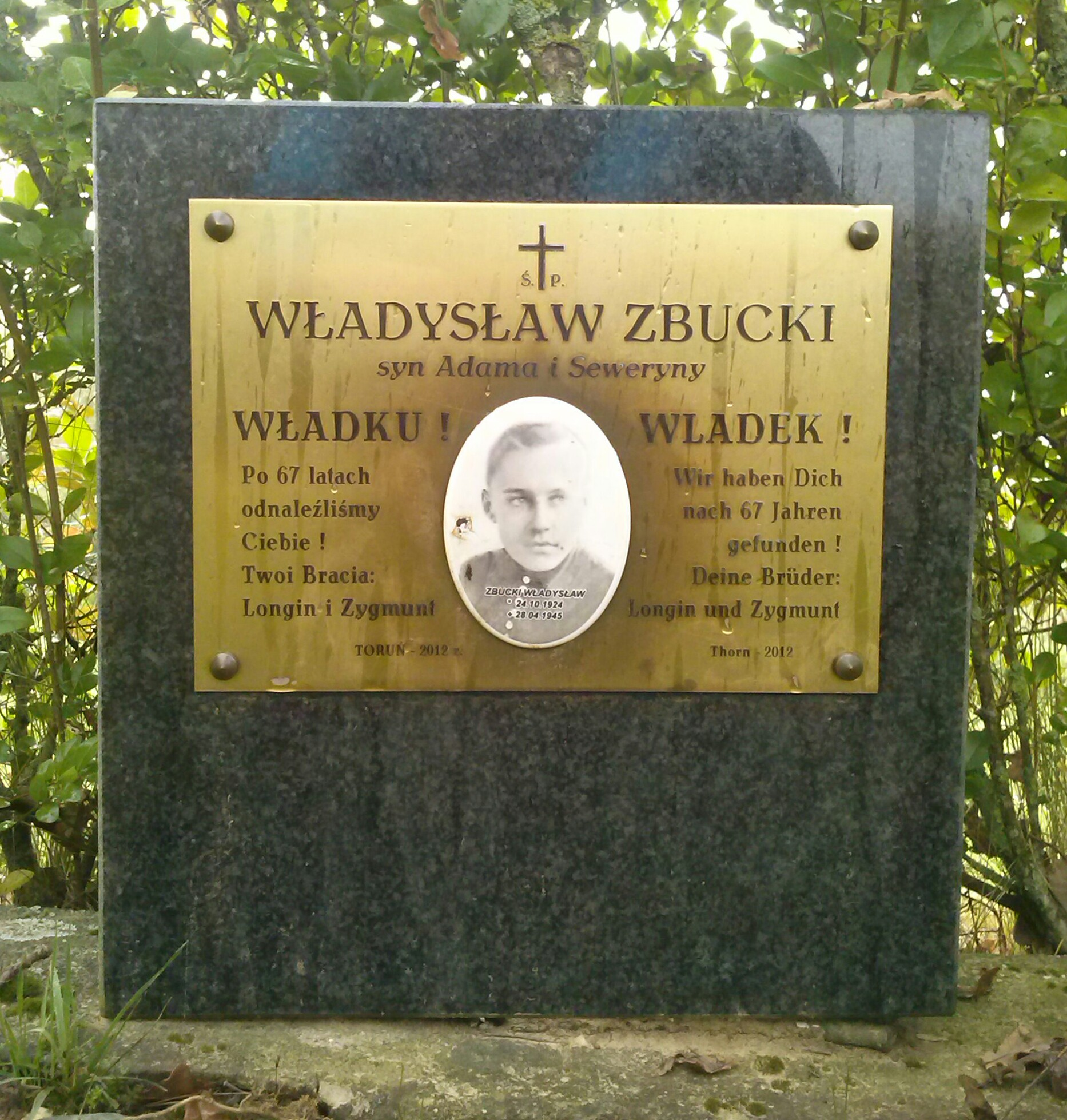
Loipersdorf – 67 Jahre nach seinem Tod wurde das Grab dieses sowjetischen Soldaten von seinen Brüdern aufgesucht.
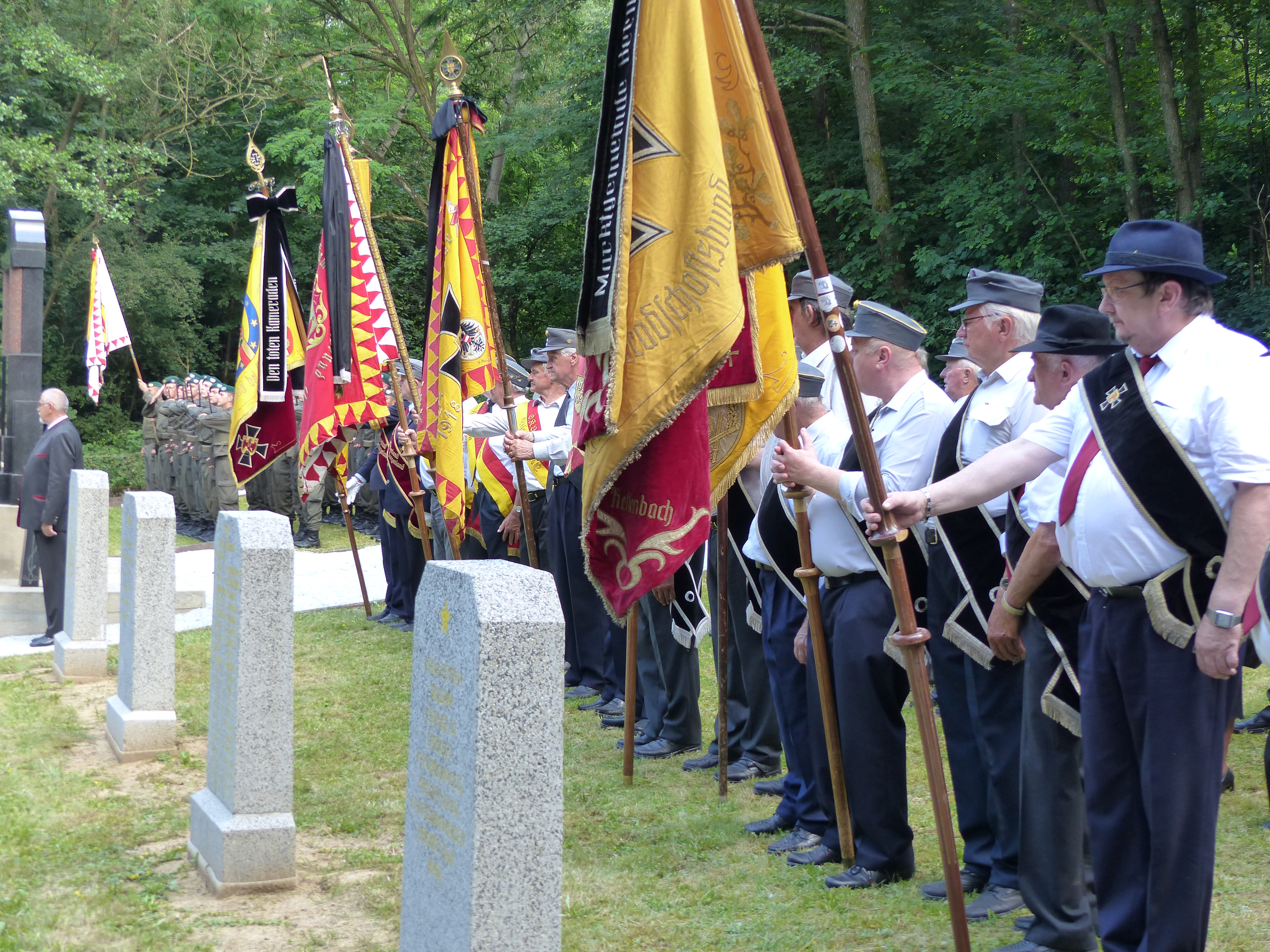
Abordnungen des Burgenländischen Kameradschaftsbundes bei der Beisetzung von Soldaten der Roten Armee.
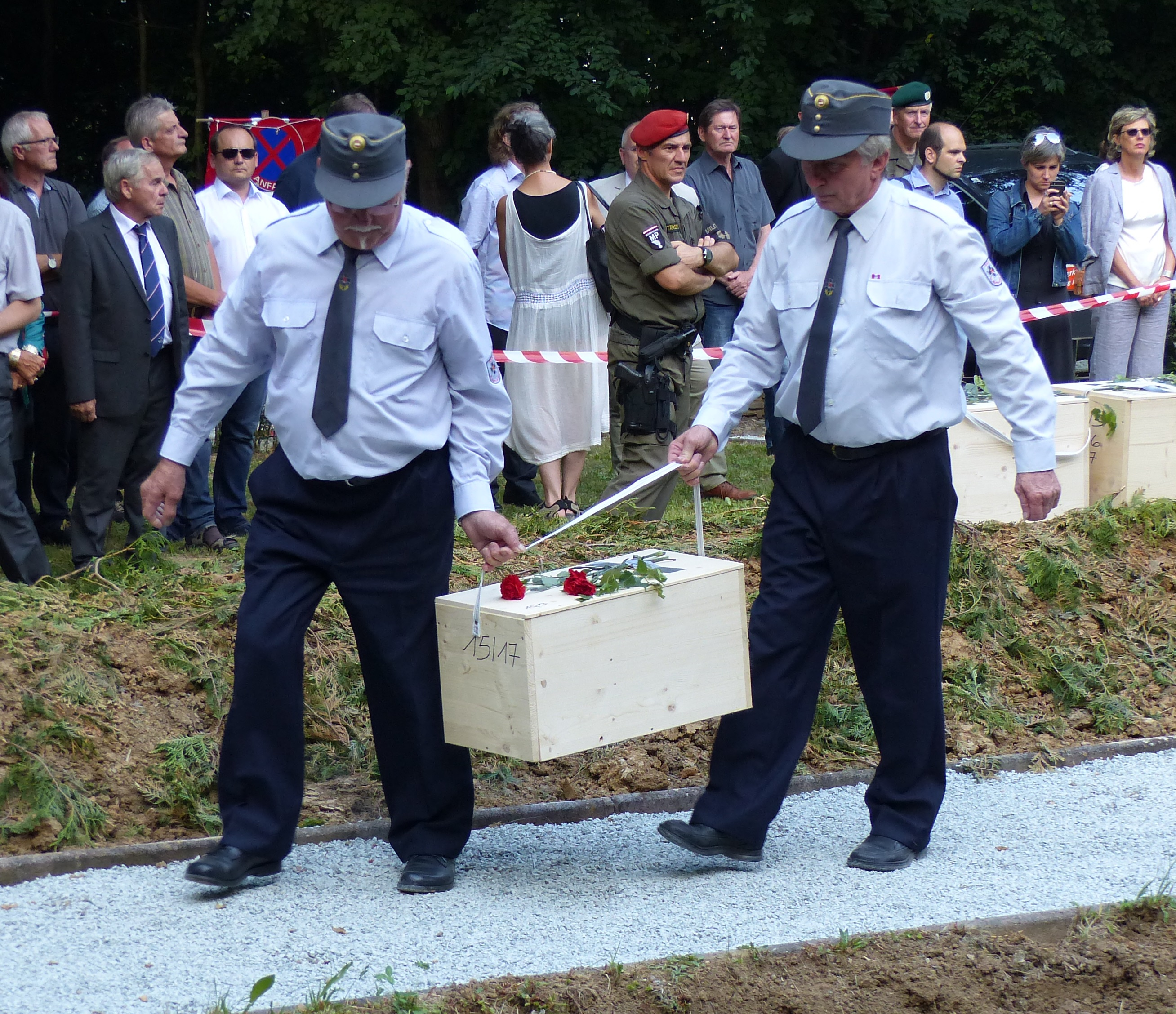
Beisetzung von Särgen auf dem Sowjetischen Soldatenfriedhof in Oberwart am 24. Juni 2016.
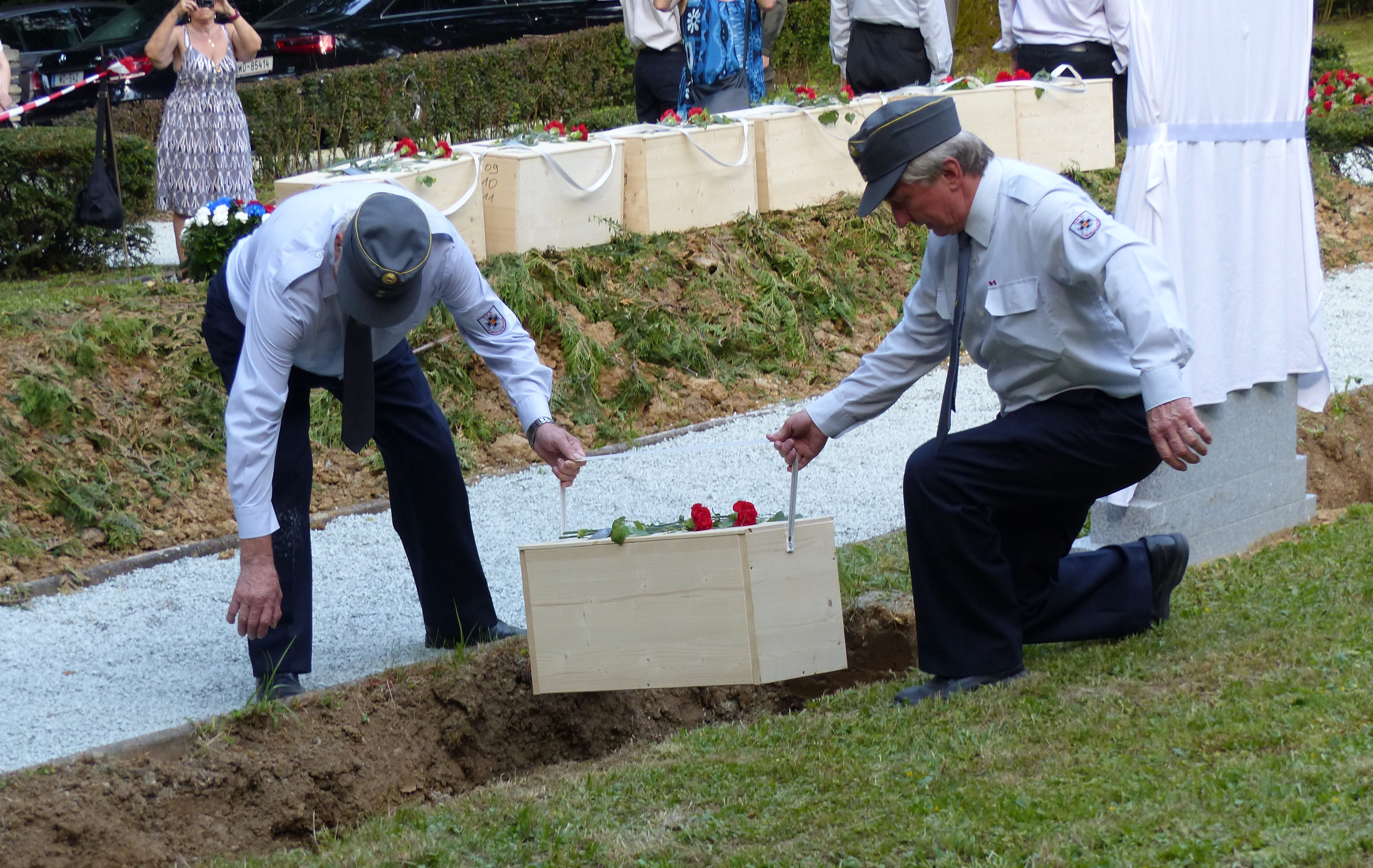
Vertreter des Burgenländischen Kameradschaftsbundes bei der Beisetzung von Särgen exhumierter sowjetischer Gefallener.

- Vertreter des Burgenländischen Kameradschaftsbundes bei der Beisetzung von Särgen exhumierter sowjetischer Gefallener.
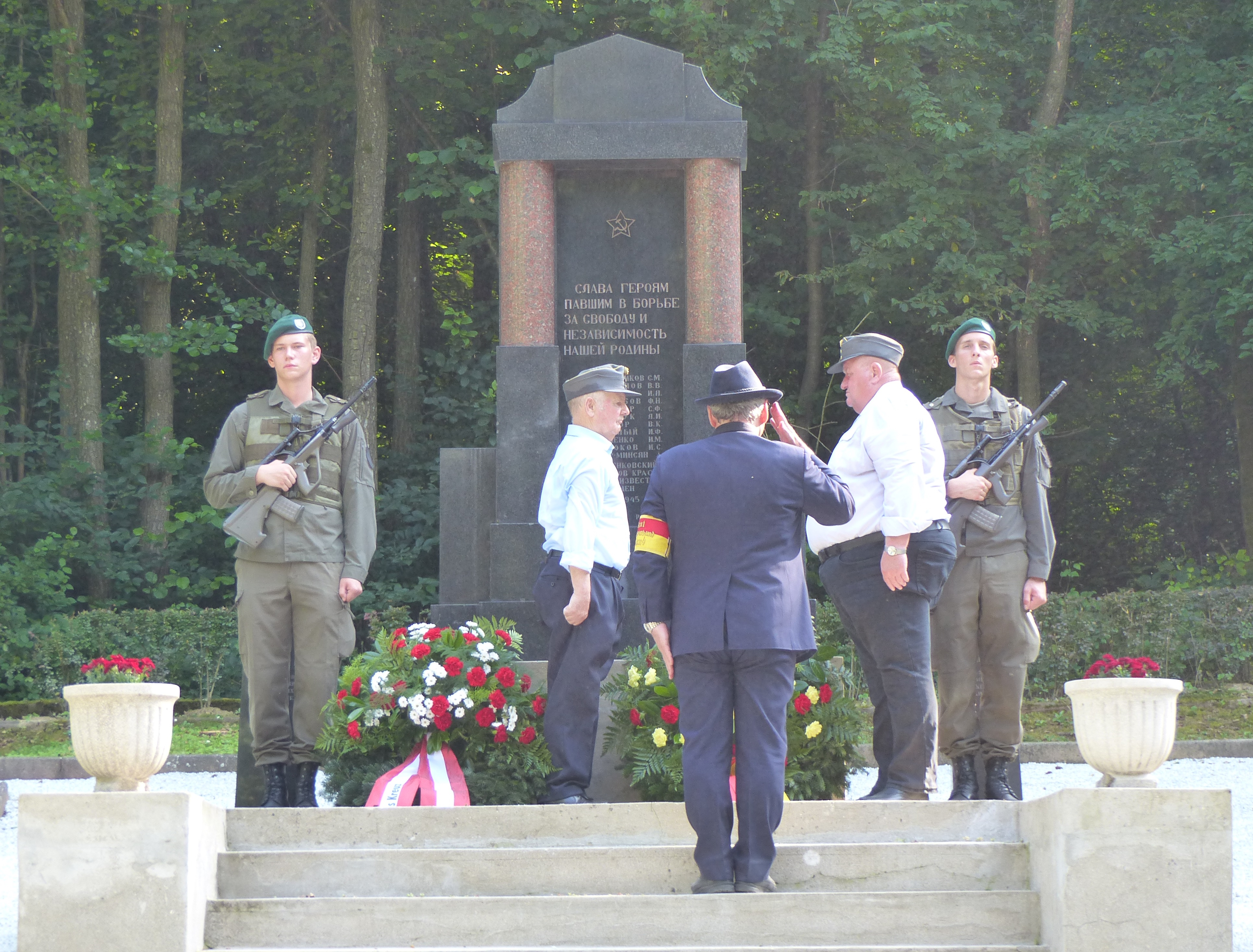
Der Präsident des Burgenländischen Kameradschaftsbundes Oberst Ernst Feldner bei der Kranzniederlegung in Oberwart am 24. Juni 2016.
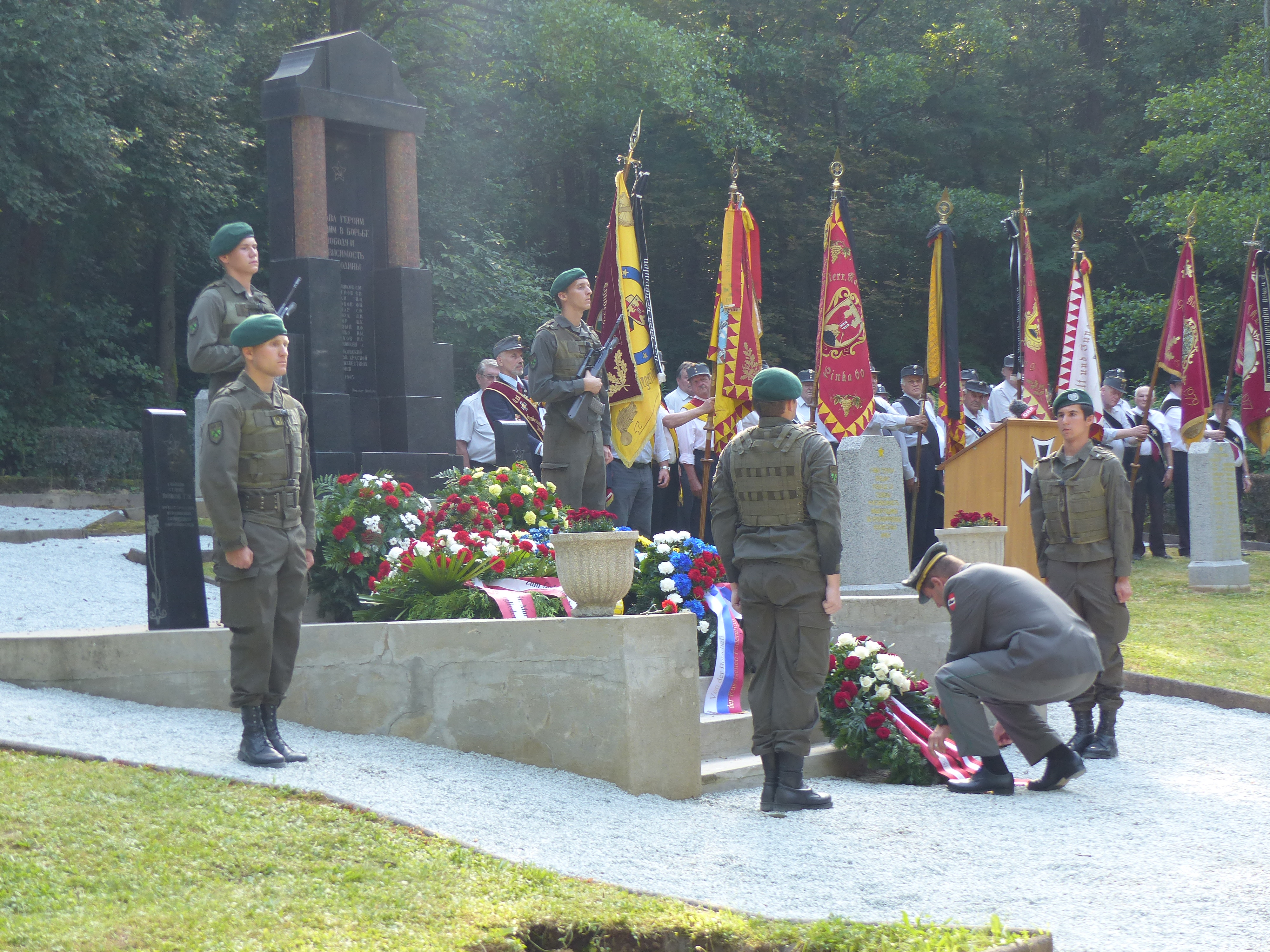
Abordnungen des Burgenländischen Kameradschaftsbundes bei der Kranzniederlegung durch das Jägerbataillon 19.